# Фенотипический признак

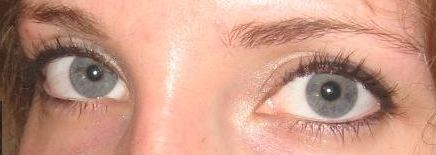
Цвет глаз является примером (физического) фенотипического признака.

Фенотипический признак просто признак — термин генетики; отдельный вариант фенотипической характеристики организма. Может быть либо унаследовано, либо обусловлено окружающей средой, но обычно возникает как комбинация того и другого. Например, цвет глаз — это черта организма, а конкретный цвет — это [фенотипический] признак . Термин «признак» (англ. trait) используется для описания фенотипического выражения различных комбинаций аллелей у разных индивидуальных организмов в пределах одной популяции, например, окраска цветков фиолетового и белого цветов у растений гороха описанная в работах Грегора Менделя. Напротив, в систематике термин « состояние признака» используется для описания особенностей, которые представляют собой фиксированные диагностические различия между таксонами, такие как отсутствие хвостов у человекообразных обезьян по сравнению с другими группами приматов.

## Определение
Фенотипический признак — это наблюдаемая и измеримая характеристика организма, выражение генов наблюдаемым образом. Примером фенотипического признака является определённый цвет волос или цвет глаз. Базовые гены, составляющие генотип, определяют цвет волос, но наблюдаемый цвет волос является фенотипом. Фенотип зависит от генетической структуры организма, а также от условий окружающей среды, которым организм подвергается на протяжении всего своего онтогенетического развития, включая различные эпигенетические процессы. Независимо от степени влияния генотипа и окружающей среды, фенотип охватывает все характеристики организма, включая признаки на нескольких уровнях биологической организации, начиная от поведения и эволюционной истории жизненных признаков и заканчивая морфологией, физиологией, клеточными характеристиками и т. п.

## Генетическое происхождение признаков у диплоидных организмов
Различные фенотипические признаки обусловлены разными формами генов или аллелей, которые возникают в результате мутации у одного человека и передаются последующим поколениям.

## Биохимия доминирования и проявления признаков
Биохимия промежуточных белков определяет, как они взаимодействуют в клетке. Таким образом, биохимия предсказывает, как различные комбинации аллелей будут давать различные признаки.
Расширенные паттерны проявления, наблюдаемые у диплоидных организмов, включают аспекты неполного доминирования, кодоминирования и множественных аллелей. Неполное доминирование — это состояние, при котором ни один аллель не доминирует над другим в одной гетерозиготе. Вместо этого фенотип является промежуточным у гетерозигот. Таким образом, можно сказать, что каждая аллель присутствует в гетерозиготе. Кодоминирование относится к аллельным отношениям, которые возникают, когда две аллели проявляются в гетерозиготе, и оба фенотипа наблюдаются одновременно. Множественные аллели относятся к ситуации, когда существует более двух общих аллелей определённого гена. Классический пример — группы крови у человека. Белки группы крови АВО играют важную роль в определении группы крови у человека, что определяется разными аллелями одного локуса.

## Проблемы
У двух организмов может быть один и тот же ген, связанный с определенным признаком, но, если этот ген
не включен, проявляться он не будет. Контроль над тем, какие гены включены, а какие выключены и в какой степени они активны, сложен и регламентирован. В нем участвуют не кодирующие белок последовательности, такие как промоторы и энхансеры, а также различные белковые факторы транскрипции. Это с трудом поддается изучению, поскольку указанные факторы трудно измерить в реальном времени.